# نائب القنصل
نائب القنصل هي رتبة دبلوماسية (قنصلية)، أقل من القنصل وأعلى من الوكيل القنصلي. ويُعد نائب القنصل ضابطًا مسؤولاً في أي بعثة قنصلية، تسمى عمومًا باسم القنصلية العامة أو القنصلية، ويُصرح له بممارسة بعض الوظائف القنصلية في محيط البعثة القنصلية المعنية، وفقًا لتعليمات رئيس البعثة القنصلية.